# Distretto di Karforh
Il distretto di Karforh è un distretto della Liberia facente parte della contea di River Gee.